# Biuro Instytucji Demokratycznych i Praw Człowieka
Biuro Instytucji Demokratycznych i Praw Człowieka (Office for Democratic Institutions and Human Rights (ODIHR)) – instytucja OBWE zajmująca się ochroną praw człowieka. Biuro zostało stworzone w 1990 roku na podstawie Karty Paryskiej z nazwą Biuro Wolnych Wyborów. Jako siedzibę wybrano Warszawę. Podczas II Konferencji w Helsinkach w 1992 roku zmieniono nazwę na Biuro Instytucji Demokratycznych i Praw Człowieka.

## Funkcje
Biuro ma pełnić trzy zasadnicze funkcje:
- monitorowanie przestrzegania praw człowieka;
- informowanie o operacyjnych aspektach implementacji praw człowieka w strukturze OBWE;
- wspieranie OBWE w dziedzinie pomocy państwom dążącym do wprowadzenia lub polepszenia przestrzegania praw człowieka na ich terytorium.

## Działalność
Podczas prac Biuro współpracuje z organizacjami międzyrządowymi i pozarządowymi. Wysłannicy ODIHR są obserwatorami wyborów, organizują szkolenia dotyczące praw człowieka. ODIHR współpracuje z rządami krajów wprowadzających w życie normy OBWE, wskazując na możliwości ustawowego zapisu konkretnych rozwiązań.
ODIHR zajmuje się przede wszystkim monitoringiem wyborów, umacnianiem zasad praworządności, oceną i przeglądem ustawodawstwa państw OBWE, działaniami na rzecz swobodnego przepływu osób i poszanowania ich praw, wzmacniania demokratycznych rządów i udziału kobiet w życiu publicznym, obroną praw człowieka, zapobieganiem handlowi ludźmi i pomocą jego ofiarom, organizowaniem szkoleń na temat praw człowieka, działaniami na rzecz równouprawnienia, propagowaniem wolności wyznania i przekonań, zwalczaniem przestępstw na tle nienawiści i integracją społeczności Romów i Sinti (tym ostatnim w szczególności zajmuje się Punkt Kontaktowy do Spraw Romów i Sinti działającym przy ODIHR).
Biuro organizuje Warszawską Konferencję Wymiaru Ludzkiego OBWE będącą największą w Europie konferencją poświęconą prawom człowieka.
Siedziba ODHIR mieści się w pałacu Młodziejowskiego przy ulicy Miodowej 10.

## Dyrektorzy
- Luchino Cortese (Włochy) od 1991 do 1994
- Audrey Glover(inne języki) (Wielka Brytania) od 1994 do 1997
- Gérard Stoudmann (Szwajcaria) od 1997 do 2003
- Christian Strohal(inne języki) (Austria) od 2003 do 2008
- Janez Lenarčič (Słowenia) od 2008 do 2014
- Michael Georg Link(inne języki) (Niemcy) od 2014[3] do 2017
- Ingibjörg Sólrún Gísladóttir (Islandia) od 2017 do 2020
- Katarzyna Gardaphadze (Polska) – jako: Alternate Director: 2020 do 21
- Matteo Mecacci(inne języki) (Włochy) od 2021 do 2024
- Tea Jaliashvili(inne języki) (Gruzja) – jako: Alternate Director: 2024[4]